# Suzi Quatro
Suzi Quatro, celým jménem Susan Kay Quatro (* 3. června 1950 Detroit, Michigan) je americká zpěvačka, multiinstrumentalistka a herečka.

## Ze života

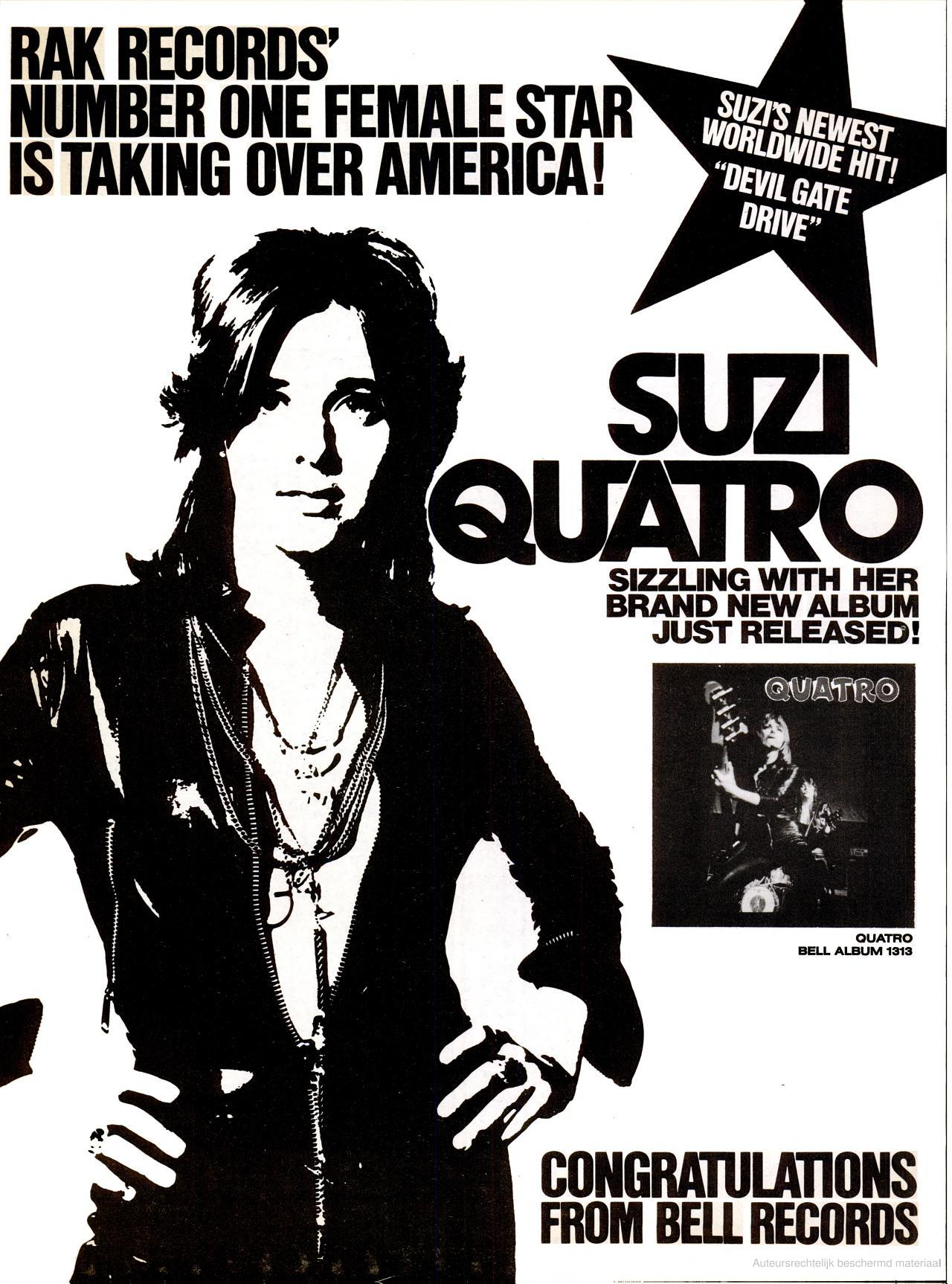
Suzi Quatro v roce 1974

V roce 1964, ve svých 14 letech, založila se svými sestrami skupinu The Pleasure Seekers. V roce 1965 jim vyšel první a roku 1966 druhý singl. V roce 1967 pracovaly a vystupovaly ve Vietnamu. V letech 1968–1970 vedla se svou sestrou Nancy skupinu Cradle.
V roce 1970 odcestovala do Anglie na pozvání producenta Mickieho Mosta a o dva roky později jí vyšel první singl – Rolling Stone. Roku 1973 vyšel druhý singl – Can The Can (od autorské dvojice N. Chinn – M. Chapman). Ten obsadil 1. příčku anglické hitparády. Zpěvačka se stala hvězdou hard rocku.
Sestava stejnojmenné kapely – Suzi Quatro (zpěv, basová kytara), Len Tuckey (zpěv, kytara), Dave Neal (zpěv, bicí), Alastair McKenzie (zpěv, klávesy), Mike Deacon (klávesy) – fungovala od roku 1973. Následovaly další hity, například 48 Crash (1973) nebo Devil Gate Drive (1974, 1. v Anglii). V roce 1978 se po úpadku popularity vrátila do žebříčků s písní If You Can´t Give Me Love. V této době se začala více přiklánět k popu. Hitem se stal i duet s Chrisem Normanem – Stumblin' In (1979).
Prosadila se také jako herečka (například v seriálu Happy Days).
V roce 1979 vystoupila v pražské Sportovní hale v socialistickém Československu, sestřih z koncertu dokonce vysílala Československá televize.
Jejím manželem byl v letech 1976–1992 kytarista Len Tuckey. V roce 1982 se jim narodila dcera Laura a v roce 1984 syn Richard. V roce 1993 se vdala podruhé a s manželem Rainerem Haasem žije v Anglii.

## Diskografie

### Alba
- 1973 Suzi Quatro (v Austrálii vyšlo pod názvem Can the Can)
- 1974 Quatro
- 1975 Your Mamma Won't Like Me
- 1976 Aggro-Phobia
- 1977 Live And Kickin' (koncertní album vydané jen v Japonsku a Austrálii, v roce 1990 znovu vydané v Austrálii jako 2CD)
- 1978 If You Knew Suzi...
- 1979 Suzi... And Other Four Letter Words
- 1980 Rock Hard
- 1982 Main Attraction
- 1984 The Best Of...
- 1990 Oh Suzi Q.
- 1996 What Goes Around
- 1998 Unreleased Emotion
- 2006 Back To The Drive
- 2011 In the Spotlight
- 2019 No Control
- 2021 The Devil In Me
- 2023 Face To Face

### Singly
| Rok  | Titul                                                            | B-strana (druhá strana)                      | UK žebříček | U.S. žebříček | Australia žebříček |
| ---- | ---------------------------------------------------------------- | -------------------------------------------- | ----------- | ------------- | ------------------ |
| 1972 | "Rolling Stone"                                                  | "Brain Confusion"                            | -           | -             | -                  |
| 1973 | "Can the Can"                                                    | "Ain't Ya Something Honey"                   | 1           | 56            | 1                  |
| 1973 | "48 Crash"                                                       | "Little Bitch Blue"                          | 3           | -             | 1                  |
| 1973 | "Daytona Demon"                                                  | "Roman Fingers"                              | 14          | -             | 4                  |
| 1974 | "Devil Gate Drive"                                               | "In The Morning"                             | 1           | -             | 1                  |
| 1974 | "Too Big"                                                        | "I Wanna Be Free"                            | 14          | -             | 13                 |
| 1974 | "The Wild One"                                                   | "Shake My Sugar"                             | 7           | -             | 2                  |
| 1975 | "Your Mamma Won't Like Me"                                       | "Peter, Peter"                               | 31          | -             | 14                 |
| 1975 | "I Bit Off More Than I Could Chew"                               | "Red Hot Rosie"                              | -           | -             | -                  |
| 1975 | "Michael"                                                        | "Savage Silk"                                | -           | -             | 100                |
| 1975 | "I May Be Too Young"                                             | "Don't Mess Around"                          | -           | -             | 50                 |
| 1977 | "Tear Me Apart"                                                  | "Close Enough To Rock'n'Roll"                | 27          | -             | 25                 |
| 1977 | "Make Me Smile"                                                  | "Same As I Do"                               | -           | -             | -                  |
| 1977 | "Roxy Roller"                                                    | "Close Enough To Rock'n'Roll"                | -           | -             | -                  |
| 1978 | "If You Can't Give Me Love"                                      | "Cream Dream"                                | 4           | 45            | 10                 |
| 1978 | "She's In Love With You"                                         | "Space Cadets"                               | 11          | 41            | 30                 |
| 1978 | "Stumblin' In"                                                   | "A Stranger To Paradise"                     | 41          | 4             | 2                  |
| 1979 | "The Race Is On"                                                 | "Non-Citizen"                                | 43          | -             | 28                 |
| 1979 | "Don't Change My Luck"                                           | "Wiser Than You"                             | -           | -             | 72                 |
| 1980 | "Mama's Boy"                                                     | "Mind Demons"                                | 34          | -             | -                  |
| 1980 | "I've Never Been In Love"                                        | "Starlight Lady"                             | 56          | 44            | -                  |
| 1980 | "Rock Hard"                                                      | "State Of Mind"                              | 68          | -             | 9                  |
| 1981 | "Glad All Over"                                                  | "Ego In The Night"                           | -           | -             | -                  |
| 1981 | "Lipstick"                                                       | "Woman Cry"                                  | -           | 51            | 46                 |
| 1982 | "Heart Of Stone"                                                 | "Remote Control"                             | 60          | -             | 99                 |
| 1983 | "Down At The Superstore"                                         | "Half Day Closing (Down At The Superstore) " | -           | -             | -                  |
| 1983 | "Main Attraction"                                                | "Transparent"                                | -           | -             | -                  |
| 1984 | "I Go Wild"                                                      | "I'm A Rocker"                               | -           | -             | -                  |
| 1985 | "Tonight I Could Fall In Love"                                   | "Good Girl (Looking For A Bad Time)"         | -           | -             | -                  |
| 1986 | "Heroes"                                                         | "A Long Way To Go"/"The County Line"         | -           | -             | -                  |
| 1986 | "I Got Lost In His Arms"                                         | "You Can't Get A Man With A Gun"             | -           | -             | -                  |
| 1986 | "Wild Thing"                                                     | "I Don't Want You"                           | -           | -             | -                  |
| 1987 | "Let It Be"                                                      | "Let It Be (Gospel Jam Mix)"                 | -           | -             | -                  |
| 1988 | "We Found Love"                                                  | "We Found Love" (Instrumental)               | -           | -             | -                  |
| 1989 | "Baby You're A Star"                                             | "Baby You're A Star" (Instrumental)          | -           | -             | -                  |
| 1991 | "Kiss Me Goodbye"                                                | "Kiss Me Goodbye" (Instrumental)             | -           | -             | -                  |
| 1991 | "The Great Midnight Rock'n'Roll House Party"                     | "Intimate Strangers"                         | -           | -             | -                  |
| 1992 | "Love Touch" "Love Touch" (Single Version)                       | "We Found Love"                              | -           | -             | -                  |
| 1992 | "Hey Charley"                                                    | -                                            | -           | -             |                    |
| 1992 | "I Need Your Love"                                               | "The Growing Years"                          | -           | -             | -                  |
| 1993 | "Fear Of The Unknown" (Radio Version)                            | "And So To Bed"                              | -           | -             | -                  |
| 1994 | "If I Get Lucky" (Radio Version)                                 | "If I Get Lucky" (Long Version)              | -           | -             | -                  |
| 1994 | "Peace On Earth" (Radio Edit) "Peace On Earth" (Album Version)   | "Frosty The Snowman"                         | -           | -             | -                  |
| 1995 | "What Goes Round" (Radio Edit) "What Goes Round" (Album Version) | "Four Letter Words" (Remix Version)          | -           | -             | -                  |
| 2006 | "I'll Walk Through The Fire With You"                            | -                                            | -           | -             | -                  |

## Filmografie

### Televizní pořady
- Disco (1 epizoda, 1974)
- Happy Days (7 epizod, 1977-1979)
- Minder (1 epizoda, 1982)
- Rod and Emu's Saturday Special (1 epizoda, 1983)
- The Krankies Klub (1 epizoda, 1983)
- Dempsey a Makepeaceová (1 epizoda, 1985)
- Absolutely Fabulous (1 epizoda, 1994)
- Countdown (6 epizod, 1997)[21]
- Gene Simmons' Rock School (1 epizoda v druhé sérii, 2006)
- Vraždy v Midsomeru (1 epizoda, 2007)